# Hadesina
Hadesina is een geslacht van vlinders van de familie tandvlinders (Notodontidae), uit de onderfamilie Dioptinae.

## Soorten
- H. anomala Prout, 1918
- H. caerulescens Schaus, 1913
- H. limbaria Warren, 1900